# 중국 축구 갑급 A리그
중국 축구 갑급 A리그(中国足球甲级A组联赛) 약칭 갑 A리그(중국어 발음 : 지아 A리그)는 중국의 프로축구 1부리그로 2004년 슈퍼리그(Chinese Super League, 中超联赛)로 재출범하기전까지 1994년도부터 2003년까지 사용했던 명칭이다.

## 같이 보기
- 중국 축구 갑급 B리그
- 중국 슈퍼리그
- 중국 갑급리그
- 중국 을급리그

틀:중국 축구 갑급 A리그